# 무단횡단

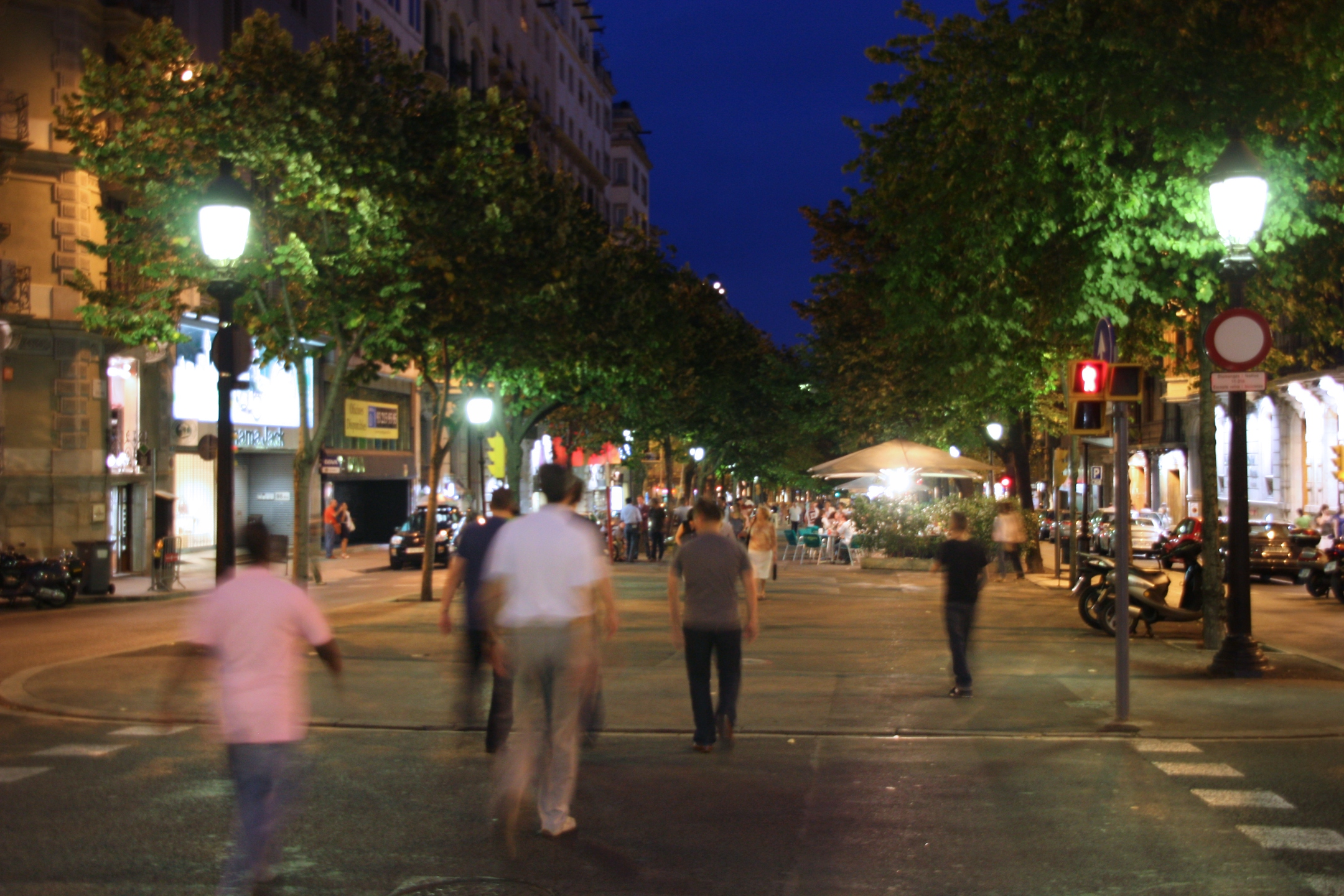

무단횡단은 횡단보도와 같이 도로를 건널 수 있는 곳이 아닌 다른 곳에서 도로를 횡단하거나, 교통 신호를 지키지 않고 도로를 횡단하는 행위이다.

## 상세
무단횡단은 즉 보행자가 횡단보도나 육교로 건너는 것이 아닌 차도로 건너는 교통 사고의 유형이다. 자동차가 오는 것을 느리다고 생각할 수 있어 괜찮다고 생각하는 사람들이 많다. 하지만 자동차의 속도는 사람이 생각하는 것과는 다르게, 상당히 빠른 것이 보통이다. 또한 무단횡단의 경우, 다른 교통 사고의 유형과는 달리, 사람 자체가 충격을 온몸으로 받아버리기 때문에 교통 사고의 유형 중, 가장 위험하다고 할 수 있다.

## 같이 보기
- 경범죄
- 횡단보도